# (22596) Kathwallace
(22596) Kathwallace (1998 HB114) – planetoida z pasa głównego asteroid okrążająca Słońce w ciągu 3,74 lat w średniej odległości 2,41 j.a. Odkryta 23 kwietnia 1998 roku.